# Nekummermolen
De Nekummermolen is een voormalige watermolen in de buurtschap Nekum in het Jekerdal nabij de Nederlandse stad Maastricht. De molen is een rijksmonument. 
De molen had een waterrad van het type Sagebien met een middellijn van negen meter en een breedte van 2,5 meter.

## Geschiedenis
Op de plek van het huidige complex lag in de voorbije eeuwen reeds een watermolen. De voorganger van de huidige watermolen werd in de Franse tijd gebruikt door de familie Ubags uit Oud-Vroenhoven.
In 1856 werd de molen verkocht aan de Maastrichtse grootindustrieel Petrus Regout, die in deze omgeving tevens een villa bouwde, die aanvankelijk bedoeld was als ontspanningsoord voor de jezuïeten.
Regout liet de oude molen slopen en bouwde tussen 1869 en 1872 een nieuwe, die hij gebruikte voor het vermalen van glazuur ten behoeve van zijn kristal- en aardewerkfabrieken in de binnenstad van Maastricht. De molen werd door de erven Regout voortgezet. In 1930 stopte de bereiding van glazuur in de molen en werd de productie verplaatst naar de fabriek aan de Boschstraat.
In 1937 werd de Nekummermolen verkocht aan de oud-ijzerhandel Dotremont, die het interieur geheel ontmantelde. Na meer dan een halve eeuw van leegstand en niet uitgevoerde bestemmingsplannen, werd het complex door architect Frans Dingemans verbouwd tot een ruim woonhuis, wat het thans (2019) nog is.
De Nekummermolen is geklasseerd als rijksmonument onder nummer 506305. De molen maakt tevens deel uit van een groter cultuurhistorisch ensemble in de buurtschap Nekum, samen met onder andere Hoeve Nekum en Villa Canne.